# Késmárki László
Késmárki László (1968. június 7.) magyar író, tanár, "lélekkutató", költő, könyvkiadó.
1968. június 7-én született. Középfokú tanulmányait a mezőkövesdi I. László Gimnáziumban végezte, majd a debreceni Kossuth Lajos Tudományegyetem magyar-történelem szakos hallgatója volt.
Napjainkban főként mint ezoterikus szakíró ismert: 1994-től 2016-ig 16 könyv jelent meg tőle. Művei leginkább alternatív gyógyászattal foglalkoznak, de vallásfilozófiai írások és költemények szerzője is. Verseiből közölt többek közt a Matyóföld folyóirat, illetve a Belső mértan című antológia.

## Művei

### Könyvek
- Atlantiszi beavatások. Mágikus szimulációs játék a teremtésről, pusztításról és az azokhoz vezető utakról. Magánkiadás, 1994. (ISBN 9634505856) - Szabó Gabriella Judittal.
- Kabbala. Az univerzális bölcsesség nyelve. Makkabi, 2005. (ISBN 9637088083)
- 72 isteni név. A kabbalisztikus misztika gyakorlata. Ábrahám, 2006. (ISBN 9630607794)
- 72 angyal. A kabbalisztikus misztika gyakorlata. Ábrahám, 2006. (ISBN 9630607808)
- Ájurvédikus asztrológia és marmapunktúra. ANKH, 2012. (ISBN 9789630835206)
- Gyógyító testtartások. Rúna-jóga. ANKH, 2012. (ISBN 9789630835176)
- Test-lélek szótár. A betegségek lelki, mentális és karmikus okai. ANKH, 2012, 2014. (ISBN 9789630835152)
- Nadi-jóga. A gyógyító prána. ANKH, 2012, 2017. (ISBN 9789630835183)
- Gyógyító kéztartások. ANKH, 2012, 2017. (ISBN 9789630835169)
- Indiai akupresszúra. Marmapresszúra és marma-jóga. ANKH, 2012. (ISBN 9789630835190)
- Gyógyító kéztartások II. ANKH, 2013; 2014. (ISBN 9789638975201)
- Test-lélek szótár II. A betegségek lelki, mentális és karmikus okai. ANKH, 2014. (ISBN 9789638975218)
- Kézdoktor. Egészség kézi vezérléssel. ANKH, 2015. (ISBN 9789638975232)
- Angyali imák és kéztartások. ANKH, 2015. (ISBN 9789638975225)
- Önfejlesztő kéztartások. ANKH, 2016. (ISBN 9789638975249)
- A mudrák titkos kódja. ANKH, 2018. (ISBN 9789638975263)

### Antológiák
- Nagy György András (szerk.): Belső mértan. Aposztróf Művészeti Stúdió, 1990. (ISBN 963040740X) 79-98. o.

### Egyéb írásai, publikációi (válogatás)
- Poeta sacer. In: Határ IX. 1991. 6/2. sz. 96-102. o.
- A poeta sacer és a kollektívum. Hamvas Béla társadalomképe. In: Pendragon-füzetek, 1993. 2/3. sz. 69-76. o.